# Miles Johns
Miles Xavier Johns (Newton, Kansas, 30 de marzo de 1994) es un artista marcial mixto estadounidense que compite en la división de peso gallo de Ultimate Fighting Championship.

## Primeros años
Nació y creció en Newton, Kansas, Estados Unidos, junto a dos hermanos y una hermana mayor. Uno de los hermanos - Elijah - es también un aspirante a artista marcial mixto profesional. Comenzó a practicar la lucha libre en el tercer grado, llegando a ganar el campeonato estatal 5A de Kansas. Miles se graduó en el instituto de Newton y continuó en la Universidad de Newman con una beca de lucha libre, pero se lesionó. Cuando se curó de la lesión, la temporada había terminado y Johns decidió abandonar la universidad y competir en artes marciales mixtas.

## Carrera en las artes marciales mixtas

### Inicios
No mucho después de abandonar la universidad, un amigo le habló de un evento de lucha amateur que se avecinaba y Johns aceptó una pelea en el acto con tres semanas de antelación.
Comenzando su carrera profesional en 2014, compiló un récord de 8-0 lucha sobre todo para Legacy Fighting Alliance, donde ganó el Campeonato de Peso Gallo de la LFA. Después de lograr esta hazaña, fue invitado al Dana White's Contender Series 18, donde consiguió una victoria por decisión contra Richie Santiago, en el proceso de obtener un contrato con la UFC.

### Ultimate Fighting Championship
Debutó en la UFC contra Cole Smith el 14 de septiembre de 2019 en UFC Fight Night: Cowboy vs. Gaethje. Ganó el combate por decisión dividida.
Se enfrentó a Mario Bautista el 8 de febrero de 2020 en UFC 247. Perdió el combate por TKO en el segundo asalto.
Se enfrentó a Kevin Natividad el 31 de octubre de 2020 en UFC Fight Night: Hall vs. Silva. Ganó el combate por KO en el tercer asalto. Esta victoria le valió el premio Actuación de la Noche.
Se esperaba que se enfrentara a Anderson dos Santos el 17 de julio de 2021 en UFC on ESPN: Makhachev vs. Moisés. Sin embargo, el combate fue eliminado horas antes del espectáculo debido a problemas de protocolo de COVID-19 derivados del campamento de Dos Santos. El combate fue reprogramado y finalmente tuvo lugar el 7 de agosto de 2021 en UFC 265. Ganó el combate por KO en el tercer asalto. Esta victoria le valió el premio Actuación de la Noche.
Se enfrentó a John Castañeda el 5 de febrero de 2022 en UFC Fight Night: Hermansson vs. Strickland. Perdió el combate por sumisión en el tercer asalto.
El 19 de abril se informó de que dio positivo por adderall en un análisis de orina recogido el día de UFC Fight Night: Hermansson vs. Strickland. Como resultado, recibió una suspensión de 6 meses, junto con una multa de 3450 dólares, que equivale al 15% de la bolsa de su combate.
Se enfrentó a Vince Morales el 19 de noviembre de 2022 en UFC Fight Night: Nzechukwu vs. Cuțelaba. Ganó el combate por decisión unánime.
Luego, estaba programado que Johns se enfrentara a Raoni Barcelos el 17 de junio de 2023 en UFC on ESPN 47. Sin embargo, durante la semana de la pelea, Johns se retiró de la pelea citando una lesión, lo que llevó a que la pelea fuera descartada.
Johns se enfrentó a Dan Argueta el 23 de septiembre de 2023 en UFC Fight Night 228. Ganó la pelea por decisión unánime. El 15 de noviembre de 2023, Johns fue suspendido por la Comisión Atlética de Nevada por una prueba de drogas fallida después de dar positivo por el esteroide anabólico turinabol. Fue multado con $ 2300 y $ 157,04 en honorarios de procesamiento, y la pelea fue anulada sin competencia. Está suspendido por cuatro meses y medio y podrá regresar el 6 de febrero de 2024.
Johns enfrentó a Cody Gibson, reemplazando al lesionado Davey Grant, el 23 de marzo de 2024, en UFC por ESPN 53. Ganó la pelea por decisión unánime.
Johns enfrentó a Douglas Silva de Andrade el 15 de junio de 2024 en UFC on ESPN 58. Ganó la pelea por decisión unánime.

## Vida personal
Él y su esposa Hannah tienen dos hijos.
Se graduó en el programa de enfermería del Colegio Brookhaven en diciembre de 2018 y es un enfermero registrado.

## Campeonatos y logros
- Ultimate Fighting Championship
  - Actuación de la Noche (dos veces) vs. Kevin Natividad y Anderson dos Santos[16][21]

- Legacy Fighting Alliance
  - Campeonato de Peso Gallo de la LFA (una vez)[38]

## Récord en artes marciales mixtas
| Resultado     | Récord   | Oponente                 | Método                                        | Evento                                     | Fecha                    | Ronda | Tiempo | Localización                  | Notas |
| ------------- | -------- | ------------------------ | --------------------------------------------- | ------------------------------------------ | ------------------------ | ----- | ------ | ----------------------------- | --- |
| Victoria      | 15-2 (1) | Douglas Silva de Andrade | Decisión (unánime)                            | UFC on ESPN: Perez vs. Taira               | 15 de junio de 2024      | 3     | 5:00   | Las Vegas, Nevada             | |
| Victoria      | 14-2 (1) | Cody Gibson              | Decisión (unánime)                            | UFC on ESPN: Ribas vs. Namajunas           | 23 de marzo de 2024      | 3     | 5:00   | Las Vegas, Nevada             | |
| Sin resultado | 13-2 (1) | Dan Argueta              | Sin resultado (anulado)                       | UFC Fight Night: Fiziev vs. Gamrot         | 13 de septiembre de 2023 | 3     | 5:00   | Las Vegas, Nevada             | Originalmente una victoria por decisión unánime para Johns; anulado después de que dio positivo por turinabol. |
| Victoria      | 13-2     | Vince Morales            | Decisión (unánime)                            | UFC Fight Night: Nzechukwu vs. Cuțelaba    | 19 de noviembre de 2022  | 3     | 5:00   | Las Vegas, Nevada             | |
| Derrota       | 12-2     | John Castañeda           | Sumisión técnica (estrangulamiento del brazo) | UFC Fight Night: Hermansson vs. Strickland | 5 de febrero de 2022     | 3     | 1:38   | Las Vegas, Nevada             | Johns dio positivo en Adderall.                                                                                |
| Victoria      | 12-1     | Anderson dos Santos      | KO (puñetazo)                                 | UFC 265                                    | 7 de agosto de 2021      | 3     | 1:16   | Houston, Texas                | Actuación de la Noche.                                                                                         |
| Victoria      | 11-1     | Kevin Natividad          | KO (puñetazo)                                 | UFC Fight Night: Hall vs. Silva            | 31 de octubre de 2020    | 3     | 2:51   | Las Vegas, Nevada             | Actuación de la Noche.                                                                                         |
| Derrota       | 10-1     | Mario Bautista           | TKO (rodillazo volador y puñetazos)           | UFC 247                                    | 8 de febrero de 2020     | 2     | 1:41   | Houston, Texas                | |
| Victoria      | 10-0     | Cole Smith               | Decisión (dividida)                           | UFC Fight Night: Cowboy vs. Gaethje        | 14 de septiembre de 2019 | 3     | 5:00   | Vancouver, Columbia Británica | |
| Victoria      | 9-0      | Richie Santiago          | Decisión (unánime)                            | Dana White's Contender Series 18           | 25 de junio de 2019      | 3     | 5:00   | Las Vegas, Nevada             | |
| Victoria      | 8-0      | Adrian Yanez             | Decisión (dividida)                           | LFA 55                                     | 30 de noviembre de 2018  | 5     | 5:00   | Dallas, Texas                 | Ganó el vacante Campeonato de Peso Gallo de la LFA.                                                            |
| Victoria      | 7-0      | Eric Ellington           | Sumisión (estrangulamiento por guillotina)    | LFA 40                                     | 25 de mayo de 2018       | 2     | 4:13   | Dallas, Texas                 | |
| Victoria      | 6-0      | Caio Machado             | Decisión (unánime)                            | LFA 28                                     | 8 de diciembre de 2017   | 3     | 5:00   | Dallas, Texas                 | Combate de peso acordado (140 libras).                                                                         |
| Victoria      | 5-0      | Levi Mowles              | Decisión (unánime)                            | LFA 16                                     | 14 de julio de 2017      | 3     | 5:00   | Dallas, Texas                 | Regreso al peso gallo.                                                                                         |
| Victoria      | 4-0      | Eliazar Rodriguez        | TKO (puñetazos)                               | LFC 56                                     | 24 de junio de 2016      | 2     | 0:38   | Dallas, Texas                 | Debut en el peso pluma.                                                                                        |
| Victoria      | 3-0      | Omar Benjar              | Sumisión (estrangulamiento del brazo)         | Xtreme Knockout 28                         | 5 de diciembre de 2015   | 3     | 1:20   | Dallas, Texas                 | |
| Victoria      | 2-0      | David Miramontes         | Decisión (unánime)                            | Xtreme Knockout 27                         | 12 de septiembre de 2015 | 3     | 3:00   | Dallas, Texas                 | |
| Victoria      | 1-0      | Tyler Pacheco            | TKO (puñetazos)                               | 24/7 Entertainment 14 & 15                 | 12 de julio de 2014      | 2     | 1:27   | Midland, Texas                | Debut en el peso gallo.                                                                                        |